# 阿尔代什河畔圣莫里斯
阿尔代什河畔圣莫里斯（法語：Saint-Maurice-d'Ardèche，法語發音：[sɛ̃ moʁis daʁdɛʃ]）是法国阿尔代什省的一个市镇，属于拉让蒂耶尔区。

## 地理
阿尔代什河畔圣莫里斯（44°31'16"N, 4°23'59"E）面积5.19 平方千米，位于法国奥弗涅-罗讷-阿尔卑斯大区阿尔代什省，该省份为法国东南部内陆省份，北起顺时针与卢瓦尔省、伊泽尔省、德龙省、沃克吕兹省、加尔省、洛泽尔省和上盧瓦爾省接壤。
与阿尔代什河畔圣莫里斯接壤的市镇（或旧市镇、城区）包括：巴拉聚克、拉戈尔斯、拉纳、罗什科隆布、沃居埃。

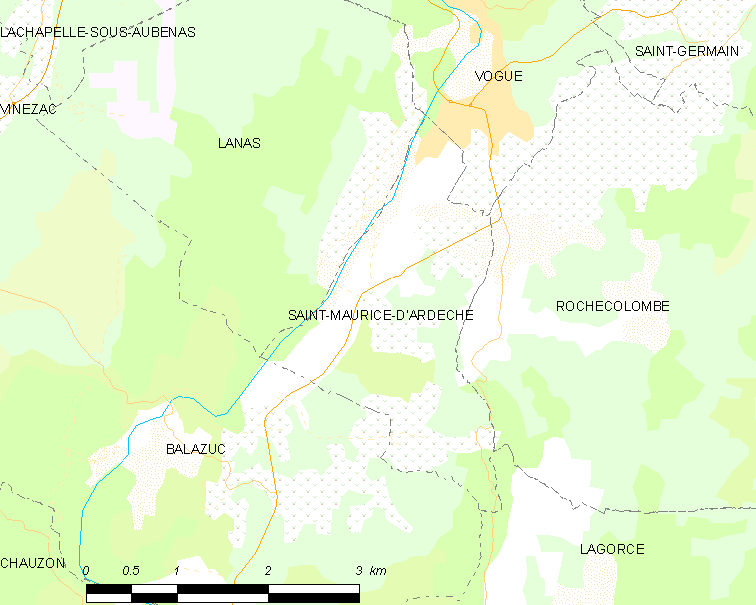
阿尔代什河畔圣莫里斯的OSM定位图

阿尔代什河畔圣莫里斯的时区为UTC+01:00、UTC+02:00（夏令时）。

## 行政
阿尔代什河畔圣莫里斯的邮政编码为07200，INSEE市镇编码为07272。

## 政治
阿尔代什河畔圣莫里斯所属的省级选区为瓦隆蓬达尔克县。

## 人口

1962-2008年间阿尔代什河畔圣莫里斯人口变化图示

阿尔代什河畔圣莫里斯于2022年1月1日时的人口数量为373人。